# Robin Häberle
Robin Häberle (* 27. März 1993 in Bad Friedrichshall) ist ein deutscher American-Football- und Rugby-Spieler. Im Football war er zuletzt auf der Position des Guard für die Stuttgart Surge in der European League of Football (ELF) tätig.

## Werdegang
Als 15-Jähriger absolvierte Häberle einige Trainingseinheiten bei den Ravensburg Razorbacks, konzentrierte sich dann jedoch auf Fußball.
Der richtige Einstieg in den American-Football-Sport erfolgte erst 2011 bei den Heilbronn Salt Miners. Beim Aufstieg des Landesligisten 2012 hatte Häberle gelegentliche Einsätze. Ab 2013 war er Stammspieler der Offensive Line der Miners. Als Blindside Tackle beschützte Häberle erst Michael Chmeliov auf der linken Seite und anschließend den Linkshänder Brian Rushing als Right Tackle. Im Jahr 2016 stiegen die Miners am grünen Tisch in die Regionalliga auf. Nach einer körperlichen Auseinandersetzung im Spiel in Holzgerlingen am 30. Juni 2018 wurde Häberle lebenslang vom AFCV Ba-Wü gesperrt.
Ab 2019 war Häberle im Rugby Union in der Bundesligamannschaft von Rugby Pforzheim aktiv. Zudem fungiert er als Vorstandsmitglied des neu gegründeten eigenständigen Rugby Pforzheim e.V.
Für die Saison 2022 wurde Häberle von Stuttgart Surge verpflichtet. Nach dem neunten Spieltag wurde er freigestellt.